# Вілянув
Вілянув, або Вілянів (пол. Wilanów) — район (дільниця) Варшави, розташований на лівому березі Вісли та на півдні польської столиці. Площа дільниці становить 36,73 км2. На півночі межує з дільницею Мокотув (пол. Mokotów), на заході — з дільницею Урсинув (пол. Ursynów), на сході — з дільницею Вавер (пол. Wawer) (розташована на правому березі Вісли). На півдні проходить адміністративна межа Варшави. Станом на січень 2024 населення Вілянува становило 52472 особи.

## Історія
Вперше згадується в офіційних документах на початку XIII століття під назвою Мілянув (пол. Milanów). До кінця 30-х років XIV століття поселення Мілянув було власністю монахів-бенедиктинців, у 1338 воно перейшло у власність Тройдену, який мав титул князя черського та сохачевського. У цьому ж столітті власником поселення став мазовецький князь Казимир, який, у свою чергу, отримав його у володіння від лицаря Станіслава зі Стшельчикова. Власники Мілянова змінювалися досить часто. У 1677 Мілянув перейшов у власність руському воєводі Марекові Матчинському, який, до того ж, був коронним підскарбієм та другом короля Яна Собеського.
Ян Собеський за допомогою Матчинського збудував у Мілянові резиденцію, наближену за особистим бажанням короля до західноєвропейських зразків, яка отримала назву Вілла Нова (італ. Villa Nova). Західна архітектурна традиція гармонійно співіснує в ній з античною та польською. Від назви палацу й походить нинішня назва спочатку населеного пункту, а потім — і столичної дільниці. До моменту смерті короля Яна Собеського у 1696 Вілла Нова двічі перебудовувалася.
Після смерті Яна Собеського темпи розвитку палацу та всього поселення значно сповільнилися. Друга хвиля розвитку почалася у 1720, коли власницею стала дружина великого коронного гетьмана Ельжбета Сенявська. Вілянув активно розбудовувався і при її доньці, Ізабеллі Любомирській, і при онуці Александрі Любомирській (після укладення шлюбу — Потоцькій). Робота над палацом була повністю завершена у 1870. У 1892 став власністю графа Браницького, до часів Другої світової війни палац належав його нащадкам. В часи Першої та Другої світової війни був розграблений та частково зруйнований. У 1945 був націоналізований та включений до складу Національного музею у Варшаві.
На початку XIX століття були побудовані «філії» палацу Вілянув — Морисін (пол. Morysin), Натолін (пол. Natolin) та Ґуцін (пол. Gucin), названі на честь нащадків Станіслава Потоцького (чоловіка Александри Любомирської).
Наприкінці XIX століття Вілянув — популярне місце відпочинку серед жителів польської столиці. У 1891 до Вілянува почала прокладатися залізнична колія, у 1892—94 туди почали курсувати потяги — спочатку використовувалася кінна тяга, невдовзі потім її замінили локомотивами.
У 1951 включений до складу Варшави. З 1976 по 1994 — частина дільниці Мокотув. З 1994 по 2002 — столична ґміна Варшава—Мокотув. З 2002 — одна з вісімнадцяти дільниць Варшави.

## Походження назви
Початкова назва — Міляново (пол. Milanowo), або Мілянув. У середньовічних записках зустрічаються також назви Милинов (пол. Mylynow), Мільоново (пол. Milonowo) та Мільонув (пол. Milonów). Походить від власних назв Мільон (пол. Milon) та Мілян (пол. Milan), які, у свою чергу, ймовірно, походять від імен Мілослав, Мілобрат та ін.
Сучасний варіант — Вілянув — найімовірніше пов'язаний з палацом Вілла Нова, побудованим у XVII столітті.

## Палац Вілла Нова

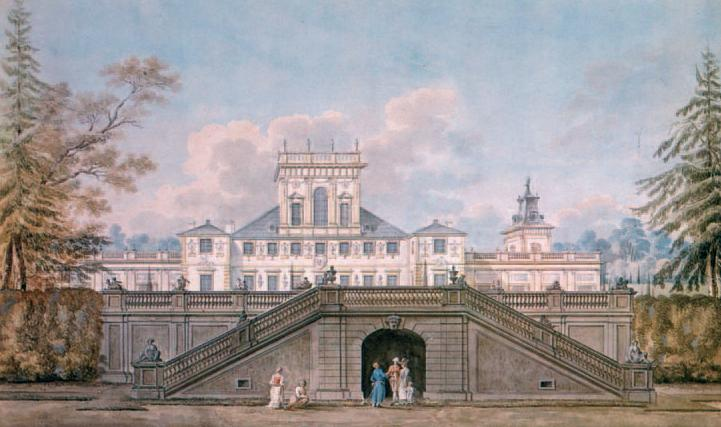
Вілянівський палац. Художник Зиґмунт Фоґель. 1791-92

Палац Вілла Нова у Вілянуві є одним із найцінніших пам'ятників польської національної культури. Він був улюбленою літньою резиденцією короля Яна III Собеського. У 1805 там почав діяти один із перших музеїв Польщі — тоді Станіслав Потоцький, видатний діяч епохи Просвітництва, відкрив свою резиденцію для відвідувачів. Під час Другої світової війни та гітлерівської окупації Польщі у палаці розміщувалися місцеві відділи СС. 12 вересня 1944 останні власники палацу — представники роду Браницьких — були евакуйовані німецькими військами до Нєборова (пол. Nieborów), звідки після повалення нацистського режиму в Німеччині були вивезені співробітниками НКВС до СРСР. У 1945 був переданий у державну власність. У 1954 на території палацу були проведені генеральний ремонт і консервація багатьох пам'ятників.
Палац є одним з найкрасивіших пам'ятників європейського бароко. Тут також проводяться культурні події, а у прилеглих садах люблять прогулюватися жителі польської столиці. Є одним з небагатьох пам'ятників у Варшаві, що майже не постраждали під час Другої світової війни.

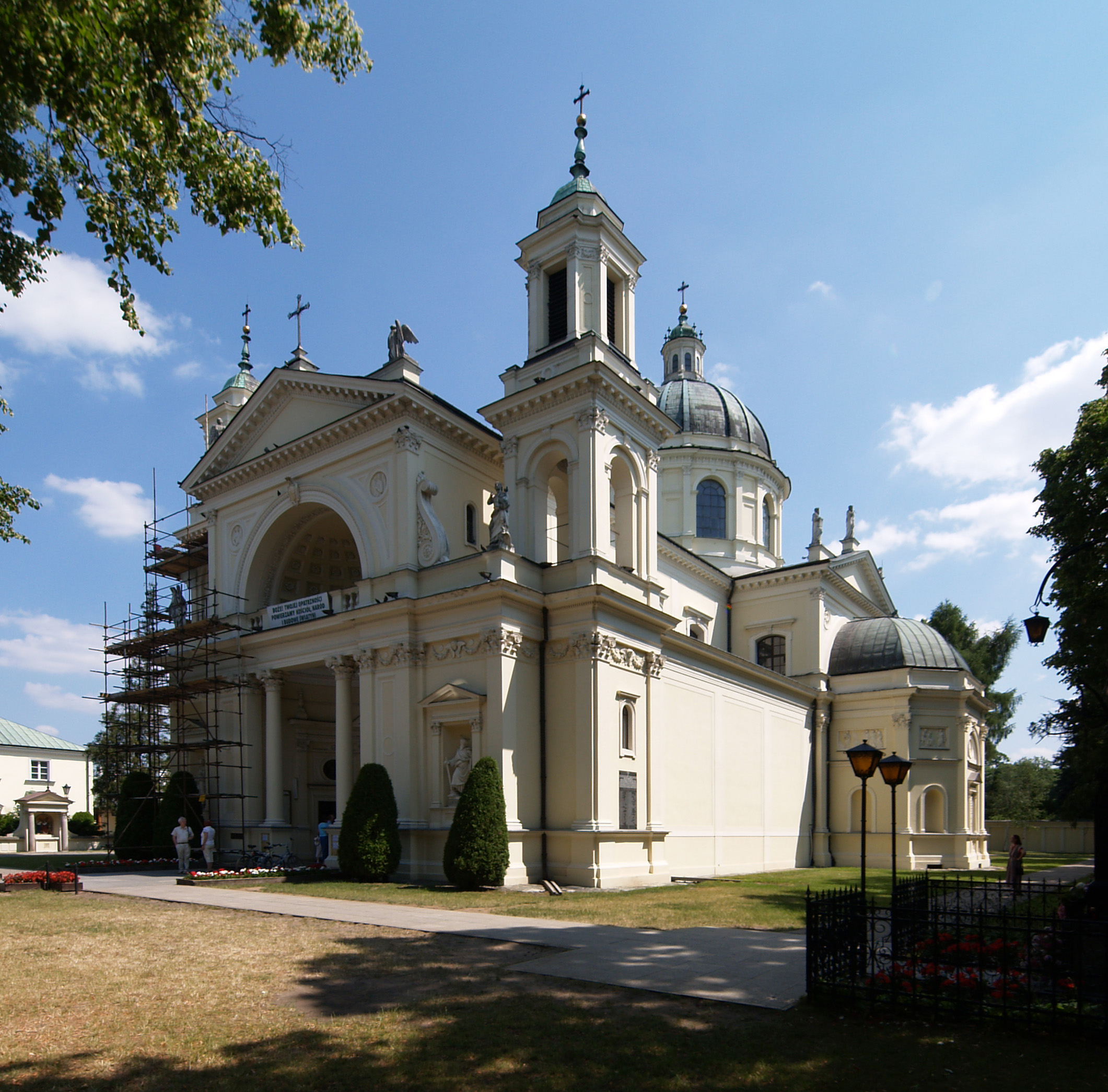
Церква св. Анни

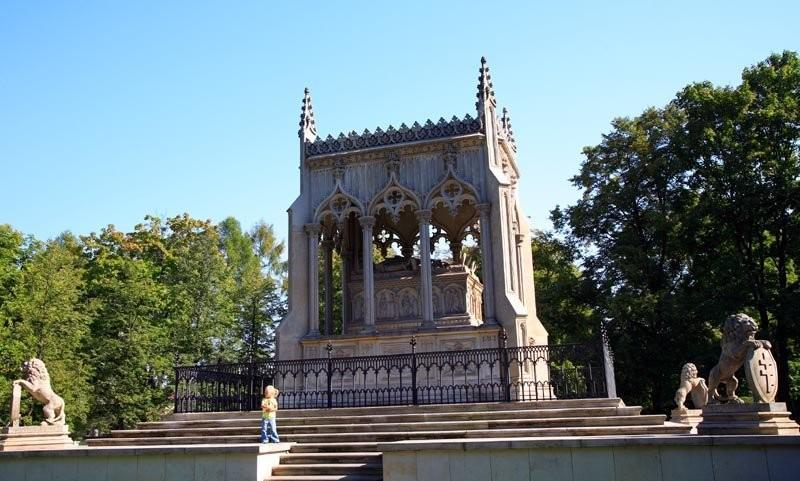
Мавзолей Потоцьких

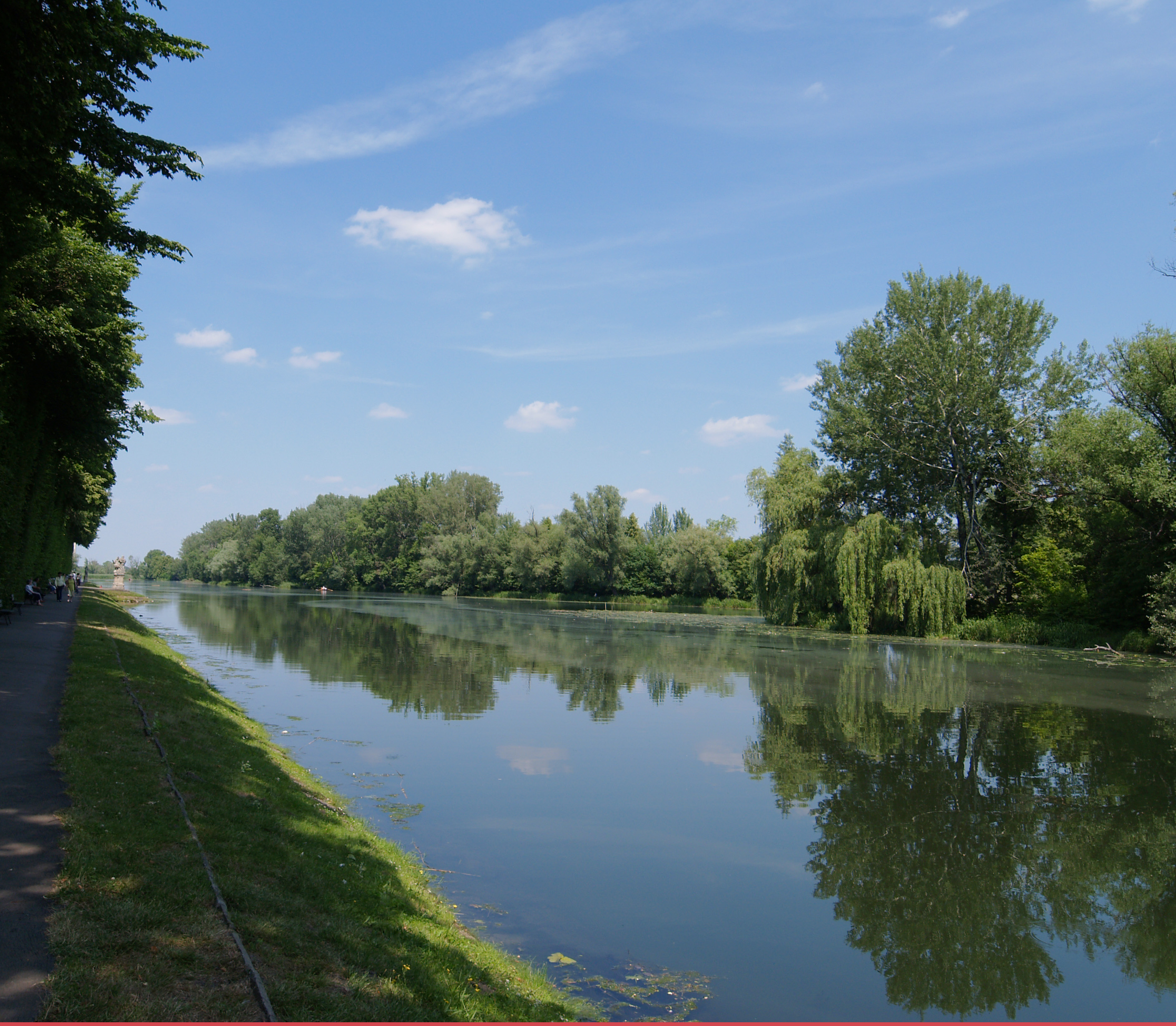
Парк біля Вілянівського палацу

## Поділ на райони
Офіційно Вілянув ділиться на вісім районів:
- Вілянув Високі (пол. Wilanów Wysoki)
- Вілянув Нізкі (пол. Wilanów Niski)
- Вілянув Крулєвський (пол. Wilanów Królewski)
- Блоні Віляновські (пол. Błonia Wilanowskie)
- Повсінек (пол. Powsinek)
- Завади (пол. Zawady)
- Кемпа Завадовська (пол. Kępa Zawadowska)
- Повсін (пол. Powsin)

Однак є ще традиційний поділ Вілянова, який значно відрізняється від офіційного. За ним район Завади ділиться на такі одиниці:
- Надвілянувка (пол. Nadwilanówka)
- Надвіслянка (пол. Nadwiślanka)
- власне Завади
- Бартики (пол. Bartyki)

Кемпа Завадовська визначена правильно.
Повсін ділиться на такі одиниці:
- Замость (пол. Zamość)
- Лятошки (пол. Latoszki)
- Ліси (пол. Lisy)
- Кемпа Лятошкова (пол. Kępa Latoszkowa)

На території району Блоні Віляновські розрізняють такі одиниці:
- Воліца (пол. Wolica)
- Натолінський парк (пол. Park Natoliński)

До складу району Вілянув Крулєвський входить Морисін.
Вілянув Нізкі та Вілянув Високі за традиційним поділом об'єднуються в один район.

## Кордони
Вілянув межує:
- на заході — з дільницею Урсинув
- на півночі — з дільницею Мокотув
- на сході — з дільницею Вавер (розташована на правому березі Вісли)
- на півдні — з ґміною Констанцин-Єзьорна (Пясечинський повіт)

## Найголовніші місця та пам'ятники
- Вілянівський палац
- Палацово-парковий ансамбль у Натоліні (пол. Zespół pałacowo-parkowy w Natolinie)
- Музей Плакату (пол. Muzeum Plakatu w Wilanowie)
- Мавзолей Станіслава Костки й Александри Потоцьких (пол. Mauzoleum Stanisława Kostki i Aleksandry Potockich)
- Вілянівський цвинтар (пол. Cmentarz w Wilanowie)
- Храм Провидіння Божого (пол. Świątynia Opatrzności Bożej)
- Церква св. Анни (пол. Kościół św. Anny)
- Церква св. Єлизавети (пол. Kościół św. Elżbiety)
- Варшавська мечеть
- Містечко Вілянув (пол. Miasteczko Wilanów)
- Затока червоних свиней (пол. Zatoka czerwonych świń)

## Природні заповідники
- Природний заповідник Морисін (пол. Rezerwat przyrody Morysin)
- Скарпа Урсиновська (пол. Rezerwat krajobrazowy Skarpa Ursynowska)
- Натолінський ліс (пол. Rezerwat przyrody Las Natoliński)
- Завадовські острови (пол. Wyspy Zawadowskie)